# Длужневиці
Длужневиці (пол. Dłużniewice) — село в Польщі, у гміні Жарнув Опочинського повіту Лодзинського воєводства.
Населення — 90 осіб (2011).
У 1975-1998 роках село належало до Пйотрковського воєводства.

## Демографія
Демографічна структура станом на 31 березня 2011 року:
|          | Загалом | Допрацездатний вік | Працездатний вік | Постпрацездатний вік |
| -------- | ------- | ------------------ | ---------------- | -------------------- |
| Чоловіки | 43      | 11                 | 26               | 6                    |
| Жінки    | 47      | 15                 | 21               | 11                   |
| Разом    | 90      | 26                 | 47               | 17                   |